# Cause de Clarenç
Cause de Clarenç (en francès Cause-de-Clérans) és un municipi francès situat al departament de la Dordonya i a la regió de la Nova Aquitània.

## Demografia
| 1962                                       | 1968 | 1975 | 1982 | 1990 | 1999 | 2007 |
| ------------------------------------------ | ---- | ---- | ---- | ---- | ---- | ---- |
| 350                                        | 326  | 277  | 248  | 278  | 310  | 313  |
| Des de 1962: població sense dobles comptes |      |      |      |      |      |      |

## Administració
| Període   | Identitat    | Partit |
| --------- | ------------ | ------ |
| 1995-2008 | Alain Grezel |        |
| 2008-     | Bruno Monti  |        |